# Schloss Kleiningersheim

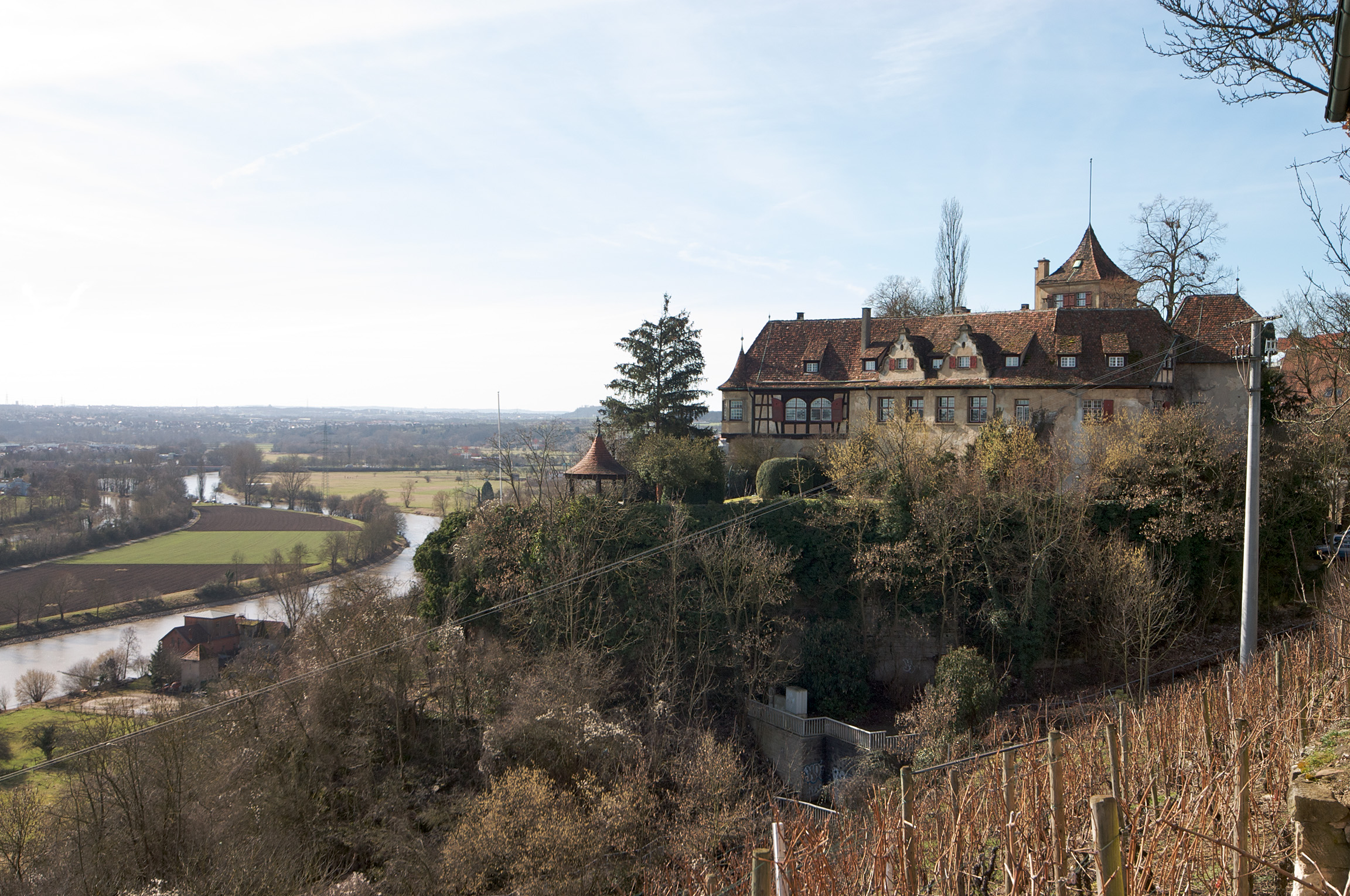
Schloss Kleiningersheim

Das Schloss Kleiningersheim ist ein historisches Bauwerk in der baden-württembergischen Gemeinde Ingersheim, Kreis Ludwigsburg. Errichtet wurde es im 16. Jahrhundert als Nachfolgebau der wahrscheinlich im 12. Jahrhundert entstandenen und im 16. Jahrhundert verfallenen Burg der Herren von Ingersheim.

## Geschichte

### Vorgeschichte (Burg Ingersheim)
Bereits in Urkunden aus dem 12. Jahrhundert fand Burg Ingersheim Erwähnung. Seit etwa der Zeit von Markgraf Hermann V. von Baden saßen Ministeriale auf Burg Ingersheim, welche die Burg als badisches Lehen hielten. Nach dem Aussterben dieser Familie um das Jahr 1320, kam Burg Ingersheim an Heinrich Sturmfeder und blieb damit in der Hand einer weiteren badischen Dienstmannenfamilie, welche sie an die Grafen von Zollern verpfändeten. Im Jahr 1341 überschrieb Graf Friedrich IX. von Hohenzollern mit seinen Brüdern die Burg an seine Gemahlin, Gräfin Adelheid. Bereits im Jahr 1344 waren dann Friedrich von Sachsenheim und seine Söhne die neuen Besitzer. Der Besitz der Burg wechselte auch danach häufig, so ging er etwa an die Familien Dürrmenz, erneut Sturmfeder, Bönnigheim, Urbach und Stadion. Im Jahr 1484 kam die Oberhoheit über Ingersheim von Baden zu Württemberg, 1504 fiel die Burg dann vollständig an Württemberg. Daraufhin erhielt die Familie Nothaft von Hohenberg Burg Ingersheim als Württembergisches Lehen. In den Kriegswirren Mitte des 16. Jahrhunderts verfiel die Burg.

### Schloss Kleiningersheim
Ab 1565 erbaute der Reichsritter Kaspar Nothaft direkt neben den Resten der Burg, das Schloss im Stil der Renaissance. Überreste der Burgmauern sind in den Weinbergen bei der Aussichtsplatte noch erhalten. Nachdem Kaspar Nothaft 1584 ohne Kinder gestorben war, ging das Schloss an seine Witwe Anna Maria, geborene von Neipperg, die bis zu ihrem Tod dort lebte. Im Jahr 1600 wurde das Schloss als württembergisches Lehen an den Geheimen Regierungsrat Melchior Jäger von Gärtringen vergeben. Seither war es auch unter dem Namen Jägersburg bekannt. 1640 wurde der Kapitänleutnant Johann Adam Zinski Besitzer, dessen Ehefrau eine geborene Jäger war. Von ihm erbte Samuel Bintauf, ein Bediensteter des Adam Zinski das Schloss. Danach ging es an den Stuttgarter Forstmeister Eberhard Schaffalitzki, David Roth, dessen Ehefrau wiederum eine geborene Jäger war, und 1693 an Johann Georg Schmid, einen Schwiegersohn von David Roth. 1707 kaufte der Kanzleiadvokat beim Oberrat Johann Dietrich Hörner das Schloss. Er wurde nach seinem Tod vermutlich im Chor der Georgskirche beigesetzt. 1726 kaufte der Generalmajor Freiherr von Woellwarth das Schloss. Es blieb danach fast 200 Jahre im Besitz der Familie.
1911 und 1912 baute der Architekt Simmel das Schloss für den Stuttgarter Unternehmer Carl von Ostertag-Siegle um, der es 1908 erworben hatte. 1921 erwarb Freiherr Josef Maria von Radowitz das Schloss und ließ die Weinberge in der heute noch bestehenden Terrasse und Gartenanlage anlegen. In der Zeit von 1936 bis 1944 nutzte die SA-Führerschule der Gruppe Südwest das Gebäude. 1963 kaufte Walter Leibrecht das Schloss, das dann als Verwaltungsgebäude des Schiller Colleges genutzt wurde. Heute dient es als Wohnsitz der Familie.

## Sonstiges
In der SWR-Fernsehserie „Die Kirche bleibt im Dorf“ war das Schloss einer der Drehorte.